# Kοryfes orous Koziaka
Kοryfes orous Koziaka este o arie protejată (arie de protecție specială avifaunistică — SPA) din Grecia întinsă pe o suprafață de 19.809,03 ha, integral pe uscat.

## Localizare
Centrul sitului Kοryfes orous Koziaka este situat la coordonatele 39°33′57″N 21°31′57″E / 39.565736°N 21.532412°E.

## Înființare
Situl Kοryfes orous Koziaka a fost declarat arie de protecție specială avifaunistică în octombrie 2002 pentru a proteja 31 de specii de animale.

## Biodiversitate
Situată în ecoregiunea mediteraneană, aria protejată nu include niciun habitat protejat.
La baza desemnării sitului se află mai multe specii protejate de  păsări (31): uliu cu picioare scurte (Accipiter brevipes), ciocârlie-de-câmp (Alauda arvensis), fâsă-de-câmp (Anthus campestris), lăstunul mare (Apus apus), buha (Bubo bubo), șorecarul comun (Buteo buteo), caprimulg (Caprimulgus europaeus), șerpar (Circaetus gallicus), erete vânăt (Circus cyaneus), lăstun de casă (Delichon urbicum), ciocănitoare cu spate alb (Dendrocopos leucotos), ciocănitoare de grădină (Dendrocopos syriacus), ciocănitoare neagră (Dryocopus martius), Emberiza caesia, presură de grădină (Emberiza hortulana), Falco eleonorae, șoim călător (Falco peregrinus), muscar-gulerat (Ficedula albicollis), Ficedula semitorquata, rândunică (Hirundo rustica), capîntortură (Jynx torquilla), sfrâncioc roșiatic (Lanius collurio), sfrânciocul cu frunte neagră (Lanius minor), Leiopicus medius, ciocârlie de pădure (Lullula arborea), grangur (Oriolus oriolus), vrabie negricioasă (Passer hispaniolensis), viespar (Pernis apivorus), ciocănitoare verzuie (Picus canus), turturică (Streptopelia turtur), Tachymarptis melba.
Pe lângă speciile protejate, pe teritoriul sitului au mai fost identificate 2 specii de păsări.